# LAV-600
凯迪拉克盖奇LAV-600，又称V-600，是一款美国产6×6轮式轻型装甲车，源自LAV-300。由凯迪拉克盖奇作为私人投资项目开发，LAV-600比LAV-300提供更出色的火力和机动性，装备105毫米线膛炮。
当时，厂家正在积极向那些希望以更便宜的价格购买轮式火力支援车作为履带式火力支援车替代品的国家推销。
到2020年，德事隆已不再销售LAV-600，它从未量产过。

## 历史
LAV-600是凯迪拉克盖奇作为私人投资项目针对出口市场开发的。LAV-600的第一辆原型车于1985年制造，并于同年宣布开始开发。最初名称是LAV-300 A1。
105毫米线膛炮的射击试验非常成功。这些试验包括在任意角度开炮以及在炮塔与车辆中心线成90度角的情况下开炮，两者的结果都令人满意。1988年底，在潜在客户方——埃及进行了机动性和火力试验。
1994年，当车辆的生产进行重组并转移到新奥尔良时，其名称从V-600改为LAV-600。
据报道，1989年美国军方考虑将LAV-600与Teledyne Continental AGS、FMC的CCVL和IKV 91-105一起作为M551谢里登替换项目的候选者。
1999年，美国陆军旅级战斗队考虑同时接纳LAV-300和LAV-600。结果被选中的却是M1117。因此，德事隆决定于2000年停止销售LAV系列。
2010年，联邦国防工业（FDI）宣布与德事隆海陆系统达成协议，为LAV-600提供售后零件、支持和其他类型的协助，因为FDI维护着备件技术库。

## 设计
LAV-600使用了LAV-300的许多组件，以及一些改进的组件，包括更重的装甲、更好的视觉设备和武器。
战车可容纳四名成员，包括司机、装填手、炮手和车长。
LAV-600由涡轮增压6CTA 8.3L柴油发动机提供动力，输出功率为205 kW（275 hp），配备带有六个前进档的艾里逊全自动变速箱。战车最高行驶速度为100公里/时，作战距离为600公里。它的重量为18.5 t（18.2 long ton；20.4 short ton），长度为6.3米（21英尺），宽度为2.667米（8英尺9.0英寸），高度为2.74米（9英尺0英寸）。
LAV-600还支持用于侦察行动的低可观测技术，例如最小化红外特征、声学特征和地震特征。车辆可使用卤代甲烷火灾探测和灭火系统。
LAV-600可通过C-130海格力斯飞机空运。

### 武装
LAV-600上使用了魟鱼轻型坦克的整个动力系统、低后坐力炮塔。LAV-600的主武器是贝宜系统皇家军械的105毫米M-68线膛炮（L7）。此炮安装了计算机火控系统，动力绞盘安装在车体前部。为炮手配备了光电M36E1日/夜瞄准镜，可选配集成一体式激光测距仪的M36E1 SIRE日/夜瞄准镜，或其他型号的热瞄准镜。炮塔可360度旋转。
LAV-600的副武器是一挺FN M240机枪。也可替换为一挺12.7毫米M2 HB 机枪和另一挺安装在车顶上的机枪。炮塔两侧安装有Peak Engineering 12号烟雾弹发射器，共备16枚烟雾弹。

### 防护
车体和炮塔采用焊接Cadloy钢装甲制成，可抵御7.62毫米口径以下子弹和炮弹碎片的攻击。此车的装甲可以提供针对地雷和破片手榴弹的防护。装甲板可以安装在车体上，以提供额外的防护。

### 装备
可以在带有中央胎压系统的轮胎上选装防爆插件。
LAV-600还可选装核生化（NBC）防护系统。

## 脚注
1. 1 2 3 4 5 6 7 8 9  . Forecastinternational.com.   [2017-07-30]. （原始内容存档于2023-10-19）.
2. 1 2  Army Weaponry and Equipment, Page 469. Army: The Magazine of Landpower. Volume 36, Issue No 10. October 1986.
3. 1 2 3 4 5 6 7 8 9  . www.military-today.com.   [2024-04-21]. （原始内容存档于2023-10-19）.
4. ↑  The Return of the Gunned Tank Destroyer by First Lieutenant Steven R. Witkowski, pages 23-24. Armor: Volume 98, Issue 2.
5. 1 2  Pike, John. . Globalsecurity.org.   [2017-07-30]. （原始内容存档于2019-07-23）.
6. ↑  John Pike. . globalsecurity.org.   [2020-03-14]. （原始内容存档于2019-07-23）.
7. ↑  .   [2019-06-15].
8. ↑  .   [2020-03-14]. （原始内容存档于2019-06-15）.
9. 1 2 3 4 5  . janes.com. 2001-01-18  [2008-09-14]. （原始内容存档于2008-05-03）.
10. 1 2 3  . TankNutDave.com.   [2020-03-14]. （原始内容存档于2016-02-15）.
11. ↑  . bfbreakthroughdesign.com.   [2020-03-14]. （原始内容存档于2020-03-14）.
12. 1 2  . deagel.com.   [2008-09-14]. （原始内容存档于2016-03-03）.